# Гуру Хар Гобинд
Гуру Хар Гобинд (в.-пандж. ਸ੍ਰੀ ਗੁਰੂ ਹਰਿ ਗੋਬਿੰਦ ਸਾਹਿਬ ਜੀ; 14 июня 1595, Гуру ки Вадали, Империя Великих Моголов — 3 марта 1644, Киратпур Сахиб, Империя Великих Моголов) — шестой гуру сикхов.

## Жизнеописание
Хар Гобинд родился в Гуру ки Вадах в районе города Амритсар 14 июня 1595 г. Его отцом был Гуру Арджан Дэв, а матерью — Мата Ганга Дэви. Он имел три жены: первой женой была Биби Дамодари, второй — Биби Нанаки и третьей — Биби Маха Деви. Он имел от первой жены двух сыновей (Баба Гурдитта, Баба Ани Раи) и одну дочь (Биби Биро), от второй — одного сына (Тэгх Бахадур) и от третьей — двух сыновей (Баба Сурадж Мал и Баба Аталь Раи). Хар Гобинд принял сан Гуру 25 мая 1606 г.. В течение одного года он находился в заточении в форте Гвалиор.

## Деяния
Гуру Хар Гобинд много внимания уделял безопасности последователей Религиозного Движения Сикхов. Он военизировал общество Сикхов, предвидя военные столкновения в будущем.
На Кханде, символе Сикхов, Гуру Хар Гобинд утвердил два меча, один из которых символизирует Временное (Земное), а другой — Вечное (Духовное). Гуру Хар Гобин построил Ахаль Тахат (Акаль Бунга), резиденцию властей Сикхов в 1608 г., оформил и украсил Хармандир-Сахиб центральный Храм Сикхов в Амритсаре в Пенджабе.
Гуру Хар Гобинд в результате переговоров в Гвалиоре достиг соглашения, на основании которого по приказу Императора Джахангира 52 последователя Гуру были освобождены из тюрьмы Гвалиор. По этой причине Гуру Хар Гобинд почитается сикхами как Банди-Чхор.
Гуру Хар Гобинд, во время правления Шах-Джахана, одержал победу в четырех сражениях, против:
- Мухлис Хана при Амритсар в 1628 г.,
- Абдулл Хана при Сри Харигобиндпур в 1630 г.,
- Камар Бега вблизи Гурусар в 1631 г.,
- Кале Хана и Панде Хана при Картарпур в районе Джаландхара в 1634 г..

Гуру Хар Гобинд основал город Киратпур в 1628 г. в районе Ропар в Пенджабе. Он также совершил ряд кратковременных визитов во многие части Пенджаба, Дели, Пилибхита и Кашмира, где встречался со своими последователями.

## Императоры Могольской Империи — современники Гуру Хар Гобинд
- Император Джахангир (1605—1626),
- Император Шах-Джахан (1627—1658).

## Преемник
Гуру Хар Гобинд посвятил в сан Гуру своего внука, Хар Рай, который стал Седьмым Гуру Сикхов.

## Уход
Гуру Хар Гобинд ушел светом в Свет 3 марта 1644 в Киратпур.